# José Milton Melgar
José Milton Melgar (ur. 20 września 1959 w Santa Cruz) – boliwijski piłkarz, występujący na pozycji środkowego pomocnika.
Melgar podczas kariery piłkarskiej grał w takich zespołach jak: Club Blooming, Club Atlético Boca Juniors, Club Atlético River Plate, Club Bolívar, Oriente Petrolero, Everton Viña del Mar, The Strongest i Real Santa Cruz. W reprezentacji Boliwii Melgar wystąpił 89 razy, co do roku 2002 było rekordem reprezentacji Boliwii pod względem ilości występów w drużynie narodowej i zdobył 6 goli. W reprezentacji występował w latach 1980-1997. Wraz z drużyną narodową uczestniczył w MŚ 1994 w USA, gdzie Boliwia grała w grupie z Niemcami, Koreą Południową i Hiszpanią. Boliwia nie wyszła z grupy, a jej największym sukcesem w jej występie na Mistrzostwach Świata był bezbramkowy remis z Koreą Południową.